# Douglas A-20
Die Douglas A-20 (Werksbezeichnung DB-7) war ein zweimotoriges Kampfflugzeug des US-amerikanischen Herstellers Douglas Aircraft Company aus der Zeit des Zweiten Weltkriegs.
Sie wurde vorwiegend als leichter Bomber von mehreren alliierten Luftstreitkräften eingesetzt und hieß beispielsweise bei der Royal Air Force Boston, die Varianten für Nachteinsätze Havoc. Beim US Army Air Corps erhielt der Bomber die Bezeichnung A-20 Havoc, der daraus entwickelte Nachtjäger bekam die Bezeichnung P-70 Havoc.

## Geschichte
Die Entwicklung begann 1937, der Prototyp hatte seinen Erstflug am 26. Oktober 1938. Trotz der Erfüllung der Spezifikationen für einen leichten zweimotorigen Bomber schien das US Army Air Corps kein Interesse am Kauf dieses Flugzeugs zu haben.
Der erste Kunde war im Februar 1939 Frankreich mit einer Bestellung über 100 Maschinen DB-7A; nach dem Ausbruch des Zweiten Weltkriegs wurde die Bestellung im Oktober 1939 um 170 weitere Maschinen ergänzt. Auch Belgien bestellte ein Los von 16 Maschinen dieses Typs. Zum Zeitpunkt des deutschen Angriffs im Westen waren erst etwa 70 Maschinen an die Armée de l’air ausgeliefert und wurden gegen die deutschen Truppen eingesetzt. Einige Maschinen gingen im Kampf verloren. Der Rest floh nach Großbritannien oder wurde Teil der Vichy-Luftstreitkräfte.
Der Großteil des 270 Flugzeuge umfassenden französischen Auftrags wurde in den USA einbehalten oder ging – inklusive der belgischen Bestellung – an die Royal Air Force, die dringend einen leichten Bomber/Nachtjäger brauchte. Dort erhielten die Maschinen die Bezeichnung Boston Mk.I. Vor seiner Kapitulation bestellte Frankreich noch einen großen Produktionsauftrag über 480 Maschinen der Version DB-73, bei der es sich im Wesentlichen um die etwa 15 cm längere und leicht verbesserte Variante DB-7B mit französischen Bordinstrumenten handelte. Diese Flugzeuge gelangten niemals zur Auslieferung an Frankreich und wurden stattdessen nach einer Umrüstung an die Royal Air Force geliefert. Großbritannien orderte später noch 300 weitere DB-7B, die dort als Boston Mk.III bezeichnet wurde.
3125 Maschinen wurden an die UdSSR im Rahmen des Leih- und Pachtvertrages geliefert, davon erreichten 2908 ihre Bestimmungsorte und wurden bei den sowjetischen Luftstreitkräften sowie den Seefliegerkräften, wo sie teilweise zu Torpedobombern umgerüstet wurden, eingesetzt. Am 16. Juli 1944 versenkten A-20 des 51. Minen- und Torpedofliegerregiments das deutsche Flakschiff Niobe. Die UdSSR hatte mehr A-20 als die US Army Air Forces, die fast 2000 Maschinen erhielten. Die Flugzeuge wurden über die Alaska-Sibirien-Route und durch den Persischen Korridor in die Sowjetunion geliefert. Zum Einsatz kamen sie ab Juni 1942. Die Sowjetstreitkräfte waren mit den vier .30-Browning-Maschinengewehren wegen deren Kadenz von 600 Schuss pro Minute nicht zufrieden und tauschten sie gegen 7,62-mm-SchKAS mit dreifacher Feuergeschwindigkeit. Im Sommer 1942 flogen A-20 Einsätze gegen flakgeschützte deutsche Konvois. Die Flak versuchte man im Tiefflug bis auf 10 m zu unterfliegen. Es gab schwere Verluste. Bis Mitte 1943 war der Ausbildungsstand der sowjetischen Piloten gestiegen und sie schätzten die A-20B und A-20C wegen ihres leistungsstarken Antriebs und der sich daraus ergebenden Schnelligkeit und Wendigkeit. Sie konnten enge Kurven über bis zu 65° fliegen und das Dreibeinfahrwerk hatte sich bewährt. Die Anforderungen an die Pilotenausbildung waren gering. Die Motoren erwiesen sich als zuverlässig, bis auf Schwächen bei niedrigen Temperaturen. Sowjetische Ingenieure entwickelten deshalb Abdeckungen, um die Propellernaben vor dem Einfrieren zu bewahren. Einige wurden mit festen Kanonen ausgerüstet und erfolgreich im Erdkampf verwendet.
Insgesamt wurden 7478 A-20 produziert.

## Varianten

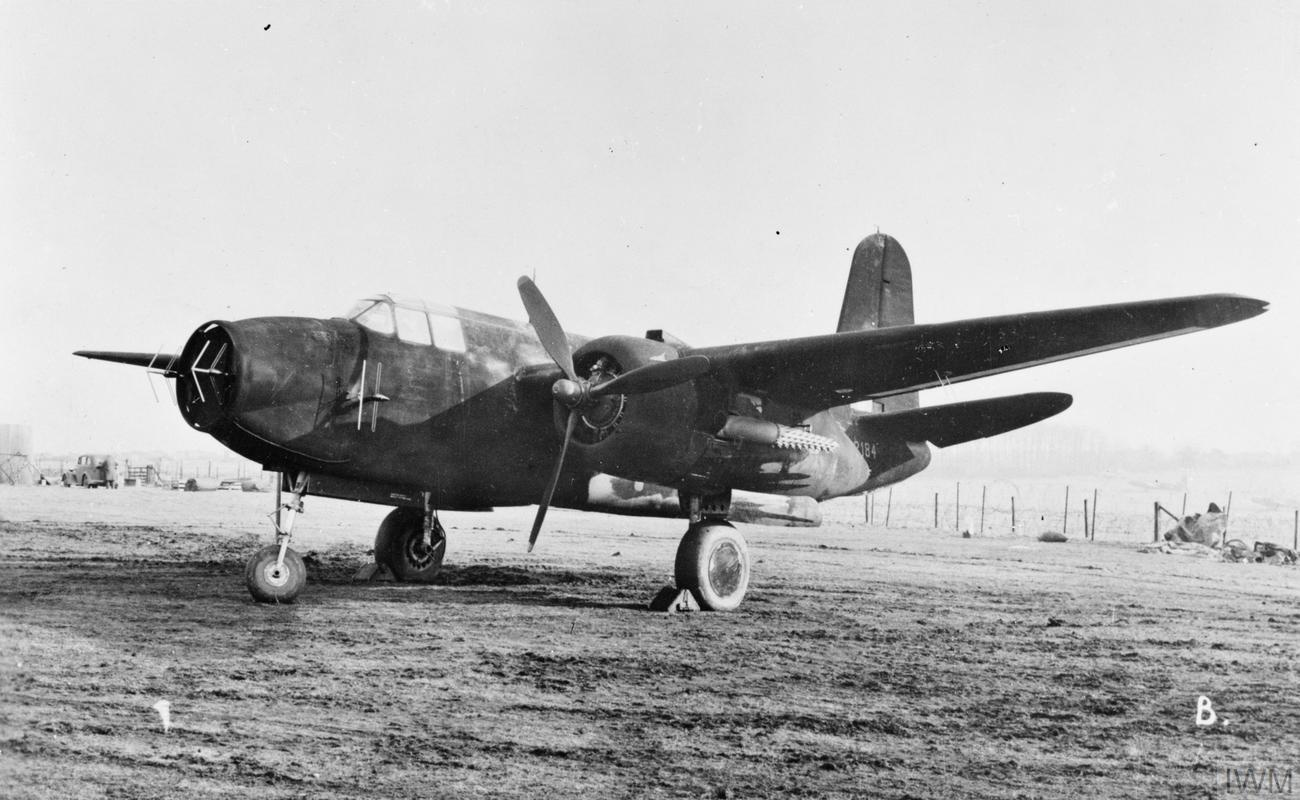
Havoc Turbinlite

Dreiseitenriss der Douglas A-20K

Boston IPratt & Whitney-R-1830-S3C-G-Motoren, Übernahme von DB-7A, die Frankreich ursprünglich bestellt hatte, durch die Royal Air Force, ca. 20 gebaut
Boston IIR-1830-S3C4-G-Motoren, ebenfalls aus dem französischen Auftrag, 183 gebaut
Havoc IUmbau von 181 französischen DB-7 sowie Boston I und II zu Nachtjägern mit AI-Mk.IV- oder Mk.V-Radar
Havoc I (LAM)Umrüstung von 20 Havoc I mit einer Schleppmine (Long Aerial Mine (LAM)), die an einem 610 m langen Kabel in die Flugbahn gegnerischer Flugzeuge gebracht werden sollte. Nach Erfolglosigkeit Rückbau zu Havoc I
Havoc I TurbinliteAusrüstung 31 Havoc I mit 2700-Mio.-candela-(2.7-Gcd)-Scheinwerfer in der Flugzeugnase zum Beleuchten von Feindflugzeugen für Hurricane-Nachtjäger
DB-7A / Havoc IIUrsprünglich von Frankreich bestellte Version mit 1600 PS (1195 kW) leistenden Wright-R-2600-A5B-Double-Cyclone-Motoren. 39 wurden kurzfristig zu „Turbinlite“-Flugzeugen umgebaut. 200 gebaut
DB-7B / Boston IIIAls Douglas „DB-7B“ erste von Großbritannien bestellte Version mit R-2600-A5B-Motoren, verbesserter Panzerung und größerem Treibstoffvorrat, 568 gebaut
Boston IIIAUmgebaute A-20C, die unter dem Leih- und Pachtgesetz an Großbritannien geliefert wurden, 255 gebaut
DB-7Cvon den Niederlanden bestellte Version für den Einsatz in Niederländisch-Indien, 48 Stück, die nach der Eroberung Niederländisch-Indiens durch Japan an die UdSSR geliefert wurden.
A-20Prototyp der USAAF mit Wright-R-2600-7-Motoren, eine gebaut, später Umbau zur XP-70
A-20AR-2600-3-Motoren, 143 gebaut, neun 1943 an Australien abgegeben, eine an die United States Navy zu Testzwecken als BD-1
A-20BR-2600-11-Motoren, 999 gebaut, 665 davon an die UdSSR geliefert, acht als BD-2 an die U.S. Navy als Zielschleppflugzeuge
A-20CR-2600-23-Motoren, selbstversiegelnde Tanks, verbesserte Panzerung. Die A-20C konnten unter dem Rumpf einen Torpedo tragen. 948 gebaut
A-20DHöhenbomber, nicht gebaut
A-20EAusrüstung von 17 A-20A mit R-2600-11-Motoren als Testflugzeuge
XA-20FAusrüstung einer A-20A mit 37-mm-T-20-E-1-Kanone in der Flugzeugnase, Spitzname „Porcupine“ (Stachelschwein)
A-20G1600 PS (1200 kW) leistende R-2600-23-Motoren. Die Flugzeugnase wurde nicht verglast, sondern geschlossen und mit vier modifizierten Hispano-Suiza-HS.404-20-mm-Kanonen und zwei Browning-M2-MG des Kalibers .50 BMG (12,7 mm) ausgerüstet. Nach 250 gebauten Maschinen wurden die unzuverlässigen Kanonen gegen MG ausgetauscht. 2850 Stück wurden gebaut.
A-20H1700 PS (1270 kW) leistende R-2600-29. 412 gebaut
A-20J / Boston IVA-20H mit verglaster Nase. 450 gebaut, wovon 169 an die RAF geliefert wurden
A-20K / Boston VA-20J mit R-2600-29-Motoren, 413 gebaut
P-70Umbau von A-20 in Nachtjäger
P-70ANachtjäger-Umbau aus A-20C, Ausrüstung mit SCR-540-Radar (Lizenzbau des britischen AI Mk.IV)
P-70BNachtjäger-Umbau aus A-20G und A-20J C, Ausrüstung mit amerikanischem SCR-720- oder SCR-729-Radar
F-3AUmbau von 46 A-20J/K für die Nachtaufklärung

## Produktion
Abnahme der A-20 durch die USAAF:
| Hersteller            | Version | 1940 | 1941  | 1942  | 1943  | 1944  | SUMME |
| --------------------- | ------- | ---- | ----- | ----- | ----- | ----- | ----- |
| Boeing, Seattle       | A-20    |      | 195   | 185   |       |       | 380   |
| Douglas, Long Beach   | A-20    |      | 1     | 975   | 23    |       | 999   |
| Douglas, Santa Monica | A-20    | 297  | 815   | 625   | 1.952 | 2.317 | 6.006 |
| Douglas, Santa Monica | P-70    |      |       | 60    |       |       | 60    |
| Douglas, Santa Monica | F-3     |      |       | 3     |       |       | 3     |
| SUMME                 |         | 297  | 1.011 | 1.848 | 1.975 | 2.317 | 7.448 |

## Technische Daten DB-7B
- Spannweite: 18,70 m
- Flügelfläche: 43,1 m²
- Länge: 14,4 m
- Höhe: 5,5 m

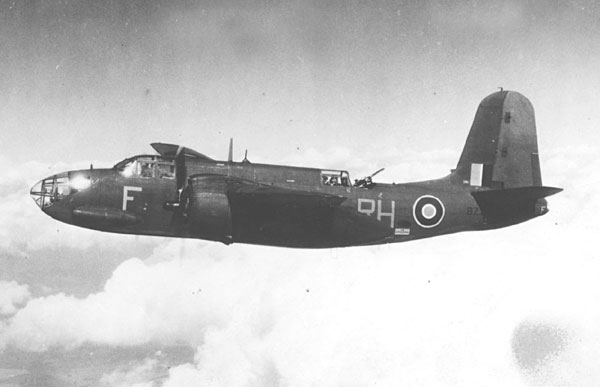
Boston Mk.III der 88. Staffel der Royal Air Force, 1942

- Antrieb: zwei 14-Zylinder-Doppelsternmotoren Pratt & Whitney R-1830 S3C3-G Twin Wasp mit ca. 1100 PS
- Maximalgeschwindigkeit: 490 km/h
- Marschgeschwindigkeit: 297 km/h
- Reichweite: ca. 2500 km (ohne Bomben)
- Gipfelhöhe: ca. 8000 m
- Bewaffnung
  - bis zu 907 kg Bombenlast
  - sechs 7,62-mm-MG in der festen Nase und zwei bewegliche 12,7-mm-MG am Rumpf (Tiefangriffsversion)
  - vier 7,62-mm-MG seitlich an der verglasten Nase, zwei bewegliche 7,62-mm-MG am Rumpf (Bomberversion)

## Technische Daten A-20G
- Spannweite: 18,69 m
- Flügelfläche: 43,11 m²
- Länge: 14,63 m
- Höhe: 5,36 m

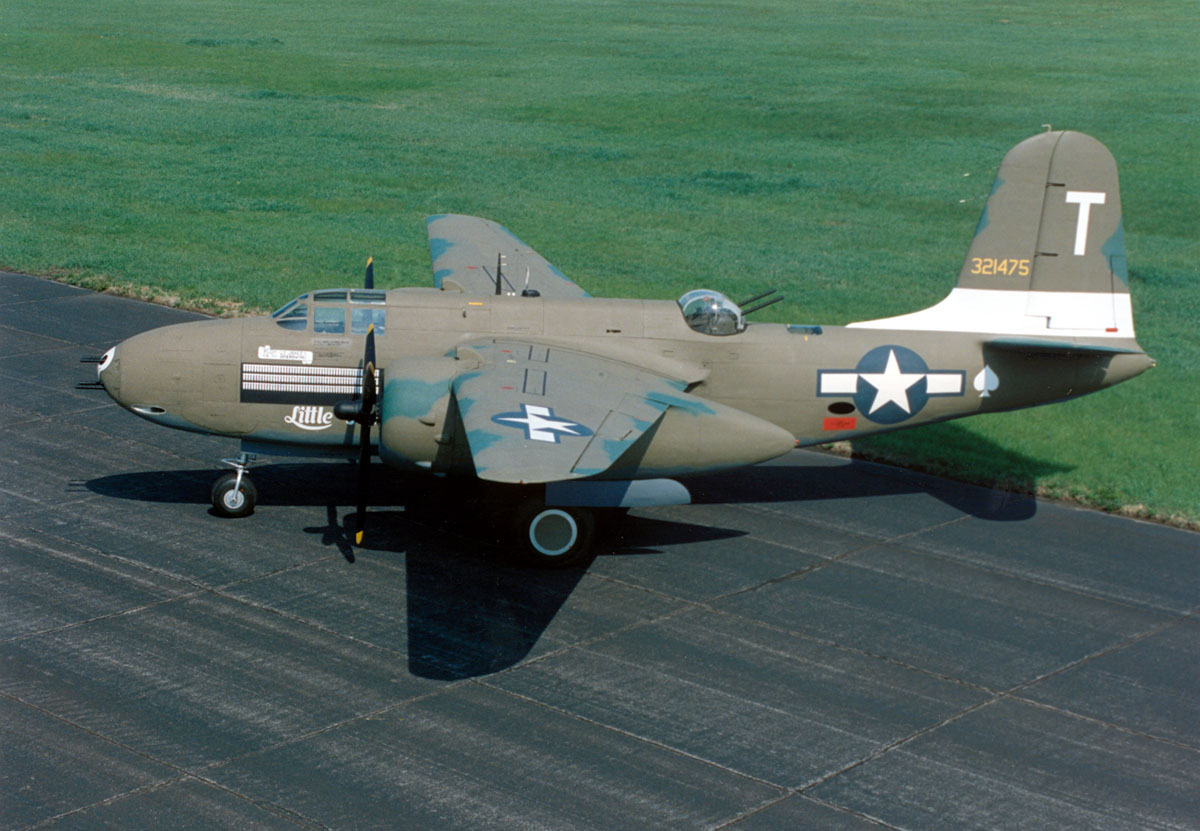
A-20G des USAF-Museums

- Antrieb: zwei Doppelsternmotoren Wright R-2600-23 Double Cyclone mit je 1622 PS
- Maximalgeschwindigkeit: 546 km/h in 3780 m
- Marschgeschwindigkeit: 410 km/h
- Reichweite: 1754 km mit normaler Bombenlast
- Gipfelhöhe: 7865 m
- Bewaffnung
  - bis zu 1814 kg Bombenlast
  - sechs 12,7-mm-MG in der festen Nase, zwei bewegliche 12,7-mm-MG auf dem Rumpfrücken und ein 12,7-mm-MG im unteren Waffenstand